# لوتگنروده
لوتگنروده (به آلمانی: Lüttgenrode) یک منطقهٔ مسکونی در آلمان است که در اویترویک واقع شده‌است.
 لوتگنروده  ۷۲۸ نفر جمعیت دارد.